# Vaseem Khan
Pour les articles homonymes, voir Khan (homonymie).
Vaseem Khan, né en 1973 dans le Borough londonien de Newham, en Angleterre, est un écrivain britannique, auteur de roman policier.

## Biographie
Après des études en comptabilité et en finance à la London School of Economics and Political Science, il s'installe en Inde où il travaille pendant une décennie comme consultant en gestion pour ECOTELS, un groupe hôtelier indien qui construisait des hôtels écologiques dans tout le pays.
Il rentre en Angleterre en 2006, il travaille depuis lors à l'University College de Londres pour le département de la sécurité et des sciences criminelles. Le département tente d'appliquer la science et l'ingénierie à la prévention, à la réduction et à une meilleure détection de la criminalité. 
En 2015, il se souvient de son long séjour en Asie qui lui inspire son premier roman The Unexpected Inheritance of Inspector Chopra, premier volume d'une série consacrée à Ashwin Chopra, un inspecteur de police à la retraite qui hérite d'un éléphant et ouvre une agence de détectives privés, l'Agence Baby Ganesh, à Mumbai, en Inde.
Le deuxième et le troisième roman, The Perplexing Theft of the Jewel in the Crown et The Strange Disappearance of a Bollywood Star sont nommés pour le prix Shamus 2017 et 2018 du meilleur livre de poche original.

## Œuvre

### Romans

#### SérieBaby Ganesh Detective Agency
- The Unexpected Inheritance of Inspector Chopra (2015) Publié en français sous le titre L'Inspecteur Chopra et l'Héritage inattendu, City roman (2017)  (ISBN 978-2-8246-0931-7)
- The Perplexing Theft of the Jewel in the Crown (2016)
- The Strange Disappearance of a Bollywood Star (2017)
- Murder at the Grand Raj Palace (2018)
- Bad Day at Vulture Club (2019)

#### SériePersis Wadia
- Midnight at Malabar House (2020)
- The Dying Day (2022)
- The Lost Man of Bombay (2022)
- Death of a Lesser God (2023)

### Novellas

#### SérieBaby Ganesh Detective Agency
- Inspector Chopra and the Million Dollar Motor Car (2018)

## Prix et distinctions

### Prix
- Historical Dagger 2021 pour Midnight at Malabar House[2]

### Nominations
- Prix Shamus 2017 du meilleur livre de poche original pour The Perplexing Theft of the Jewel in the Crown[3].
- Prix Shamus 2018 du meilleur livre de poche original pour The Strange Disappearance of a Bollywood Star[3]
- Gold Dagger Award 2023 pour The Lost Man of Bombay[2]